# Febo Gonzaga (militare 1355)
Febo Gonzaga (1355 – 1396 circa) è stato un condottiero italiano.

## Biografia
Era figlio naturale di Ludovico I Gonzaga, signore di Mantova. Ebbe nel 1371 dal padre un importante feudo a Nuvolato di Quistello.

## Discendenza
Febo sposò in prime nozze nel 1375 Caterina Cavalli dalla quale ebbe un figlio, Francesco (?-1446), sposo di Stefanina Mozi.
Sposò in seconde nozze nel 1377 circa Clara de Azoguidis, dalla quale ebbe:
- Alda (?-1440), sposò Ramberto Malatesta (?-1430)
- Taddeo, religioso
- Albertino
- Carlo, vivente nel 1443
- Isabetta
- Anselmo, studente a Ca' Zoiosa di Vittorino da Feltre[1]
- Guido (?-1459 ca.), religioso[4] o forse figlio di Francesco I Gonzaga, IV capitano del popolo di Mantova[5]

Febo ebbe anche un altro figlio, Bartolomeo (?-1405), condottiero al servizio dei Gonzaga di Mantova.

## Ascendenza
|                                        |   |                           | Genitori                     |  |  | Nonni |  |  | Bisnonni                            |  |  | Trisnonni                         |  |
|                                        |   |                           |                              |  |  |       |  |  | Luigi I Gonzaga, signore di Mantova |  |  | Guido Gonzaga, signore di Mantova |  |
|                                        |   |                           |                              |  |  |       |  |  | Luigi I Gonzaga, signore di Mantova |  |  | Guido Gonzaga, signore di Mantova |  |
|                                        |   | Estrambina di San Martino |                              |  |  |       |  |  | Luigi I Gonzaga, signore di Mantova |  |  |                                   |  |
| Guido Gonzaga, signore di Mantova      |   |                           |                              |  |  |       |  |  | Luigi I Gonzaga, signore di Mantova |  |  |                                   |  |
|                                        |   | Richilda Ramberti         | Ramberto Ramberti            |  |  |       |  |  |                                     |  |  |                                   |  |
|                                        |   | Richilda Ramberti         | Ramberto Ramberti            |  |  |       |  |  |                                     |  |  |                                   |  |
|                                        |   | Richilda Ramberti         | Margherita Lavellongo        |  |  |       |  |  |                                     |  |  |                                   |  |
| Ludovico I Gonzaga, signore di Mantova |   | Richilda Ramberti         |                              |  |  |       |  |  |                                     |  |  |                                   |  |
|                                        |   | Edoardo I, conte di Bar   | Enrico III, conte di Bar     |  |  |       |  |  |                                     |  |  |                                   |  |
|                                        |   | Edoardo I, conte di Bar   | Enrico III, conte di Bar     |  |  |       |  |  |                                     |  |  |                                   |  |
|                                        |   | Edoardo I, conte di Bar   | Eleonora d'Inghilterra       |  |  |       |  |  |                                     |  |  |                                   |  |
| Beatrice di Bar                        |   | Edoardo I, conte di Bar   |                              |  |  |       |  |  |                                     |  |  |                                   |  |
|                                        |   | Maria di Borgogna         | Roberto II, duca di Borgogna |  |  |       |  |  |                                     |  |  |                                   |  |
|                                        |   | Maria di Borgogna         | Roberto II, duca di Borgogna |  |  |       |  |  |                                     |  |  |                                   |  |
|                                        |   | Maria di Borgogna         | Agnese di Francia            |  |  |       |  |  |                                     |  |  |                                   |  |
| Febo Gonzaga                           |   | Maria di Borgogna         |                              |  |  |       |  |  |                                     |  |  |                                   |  |
|                                        | … | …                         |                              |  |  |       |  |  |                                     |  |  |                                   |  |
|                                        | … | …                         |                              |  |  |       |  |  |                                     |  |  |                                   |  |
|                                        | … | …                         |                              |  |  |       |  |  |                                     |  |  |                                   |  |
| …                                      | … |                           |                              |  |  |       |  |  |                                     |  |  |                                   |  |
|                                        |   | …                         | …                            |  |  |       |  |  |                                     |  |  |                                   |  |
|                                        |   | …                         | …                            |  |  |       |  |  |                                     |  |  |                                   |  |
|                                        |   | …                         | …                            |  |  |       |  |  |                                     |  |  |                                   |  |
| …                                      |   | …                         |                              |  |  |       |  |  |                                     |  |  |                                   |  |
|                                        |   | …                         | …                            |  |  |       |  |  |                                     |  |  |                                   |  |
|                                        |   | …                         | …                            |  |  |       |  |  |                                     |  |  |                                   |  |
|                                        |   | …                         | …                            |  |  |       |  |  |                                     |  |  |                                   |  |
| …                                      |   | …                         |                              |  |  |       |  |  |                                     |  |  |                                   |  |
|                                        |   | …                         | …                            |  |  |       |  |  |                                     |  |  |                                   |  |
|                                        |   | …                         | …                            |  |  |       |  |  |                                     |  |  |                                   |  |
|                                        |   | …                         | …                            |  |  |       |  |  |                                     |  |  |                                   |  |
|                                        |   | …                         |                              |  |  |       |  |  |                                     |  |  |                                   |  |